# 프란체스코 트리코미
프란체스코 자코모 트리코미(Francesco Giacomo Tricomi, 1897년 5월 5일 – 1978년 11월 21일)은 이탈리아의 수학자이다.

## 업적
- 오일러-트리코미 방정식
- 트리코미-칼리츠 다항식

## 같이 보기
- 천음속